# 新潟県道392号鳥穴日渡線

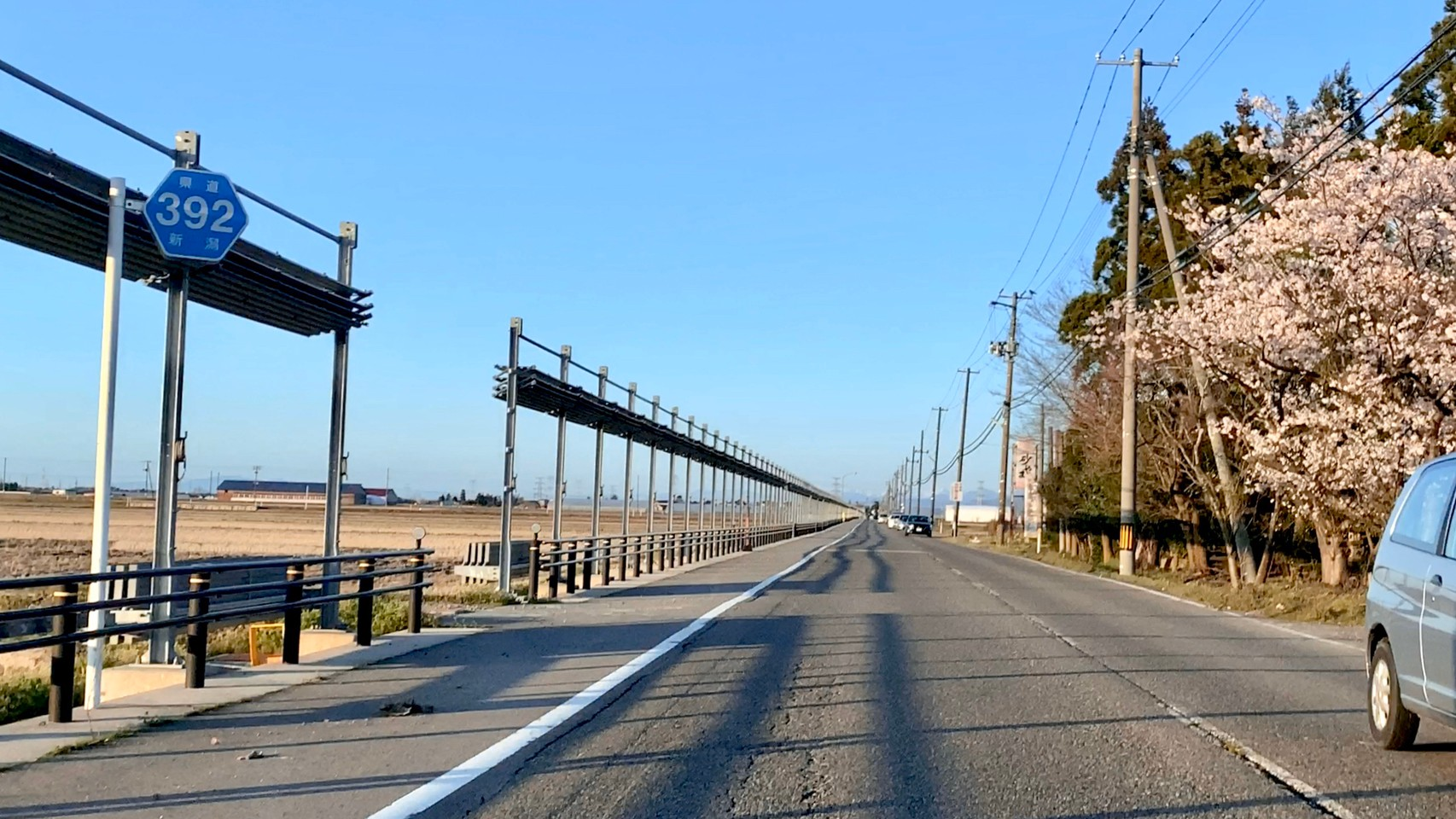
新発田市鳥穴付近（2020年4月）

新潟県道392号鳥穴日渡線（にいがたけんどう392ごう とりあなひわたしせん）は、新潟県新発田市内の一般県道。

## 概要
- 陸上距離：
- 起点：新発田市鳥穴字浜茄子（＝新潟県道264号豊栄天王線交点）
- 終点：新発田市日渡（日渡・中央高校前交差点＝新潟県道26号新発田豊栄線交点）
- 重複区間：なし

新発田市西部の佐々木地区を南北に貫く県道。
なお、県道264号と併用することにより新潟市北区葛塚地域と新発田市中心市街地を繋ぐ抜け道としても利用される。

## 通過する自治体
- 新潟県
  - 新発田市

## 主な接続道路
- 新潟県道264号豊栄天王線（鳥穴）
- 新潟県道26号新発田豊栄線〈旧7号〉（中央高校前交差点）